# Sterkia clementina
Sterkia clementina är en snäckart som först beskrevs av Sterki 1890.  Sterkia clementina ingår i släktet Sterkia och familjen puppsnäckor. IUCN kategoriserar arten globalt som nära hotad. Inga underarter finns listade i Catalogue of Life.